# クロスプラス
クロスプラス株式会社（英: CROSS PLUS INC.）は、愛知県名古屋市西区花の木に本社を置く、婦人服及び子供服を扱う会社である。

## 沿革
- 1951年（昭和26年）8月 - 辻村重治が櫻屋商店創業[1]。
- 1953年（昭和28年）4月 - 櫻屋商事株式会社に改組[1]。
- 1956年（昭和31年）4月 - 東京支店を開設[1]。
- 1963年（昭和38年）12月 - 本社ビル（現在のハナノキビル）完成[1]。
- 1978年（昭和53年）2月 - 現本社ビル完成。
- 1986年（昭和61年）7月 - CP流通センター開設[1]。
- 2001年（平成13年）7月 - 中部センター開設[1]。
- 2001年（平成13年）8月 - 社名をクロスプラス株式会社に変更[1]。
- 2004年（平成16年）4月14日 - 東京証券取引所・名古屋証券取引所第二部に上場[1]。
- 2004年（平成16年）9月 - 客楽思普勒斯（上海）服飾整理有限公司を設立（中国上海市）[1]。
- 2005年（平成17年）8月 - 水天宮CPビル完成（東京都中央区）。
- 2007年（平成19年）2月 - 執行役員制度導入。
- 2007年（平成19年）10月 - ノーツ株式会社を吸収合併[1]。GカジュアルDIVを子会社のスタイルリンク株式会社へ事業譲渡。
- 2007年（平成19年）12月 - 東京店をトルナーレ日本橋浜町に移転。
- 2008年（平成20年）8月 - AWAWDIVを子会社のジュンコ シマダ ジャパン株式会社へ事業譲渡。
- 2009年（平成21年）6月 - 客楽思普勒斯（上海）服飾有限公司（中国上海市）を設立[1]。
- 2009年（平成21年）12月 - 子会社のサロット株式会社を清算。
- 2010年（平成22年） - 名古屋本社 CPショールームビル完成。
- 2012年（平成24年）1月 - （株）ヴェント・インターナショナルがVENT HONG KONG LIMITEDを設立。
- 2012年（平成24年）8月 - 岐阜県海津市に海津倉庫設立。タイ・バンコクに駐在員事務所を設立。
- 2012年（平成24年）11月 - ジュンコ シマダ ジャパン株式会社から事業譲受[1]。
- 2013年（平成25年）1月 - ジュンコ シマダ ジャパン株式会社を清算[1]。
- 2015年（平成27年）3月 - 雑誌「GISELe」と提携のメンズブランド「GISELe HOMMe」（ジゼル・オム）が誕生、イメージキャラクターは俳優の平岡祐太を起用[2][3]。
- 2016年（平成28年）12月 - 株式会社ヴェント・インターナショナルおよび客楽思普勒斯（上海）服飾有限公司を解散[1]。
- 2018年（平成30年）2月 - 株式会社リヴァンプより株式会社サードオフィスの全株式を取得し、子会社化[4]。
- 2018年（平成30年）9月 - 株式会社中初の全株式を取得し、子会社化[5][6]。
- 2019年（平成31年）1月 - 子会社のスタイリンク株式会社を解散。
- 2024年（令和6年）4月 - 株式会社中初を吸収合併。

## 主な事業所
- 東京店（東京都中央区）

## 流通センター
- 中部センター（岐阜県海津市）
- CP流通センター（岐阜県海津市）

## 取り扱いブランド
- N.O.R.C
- Renorm by A.T
- LE SOUK HOLIDAY
- JUNKO SHIMADA
- ATSURO TAYAMA
- A/C DESIGN BY ALPHA CUBIC
- DECOY
- Petit honfleur
- KANGOL EXTRA COMFORT
- HEAD
- biscos
- ローズマダム
- cross marche

## 関係会社
- スタイリンク株式会社
- 客楽思普勒斯（上海）服飾整理有限公司

## その他
- 千葉商科大学 - サービス創造学部の公式サポーター企業。